# Château de la Pataudière
Le château de la Pataudière est un château situé à Champigny-sur-Veude (Indre-et-Loire). 
Il est inscrit au titre des monuments historiques par arrêté du 13 novembre 1997.

## Historique
Étienne Fergon, secrétaire de Louis III de Montpensier puis général des finances du Languedoc, est le premier seigneur connu de la Pataudière.
En 1601, la seigneurie est acquise par René de Lomeron, conseiller et secrétaire du roi.
René de Lomeron, conseiller et secrétaire du roi, décéda le 5 janvier 1629 et fut inhumé dans l’église, où l’on peut encore voir sa pierre tombale.
Georges Félix Pays-Mellier (1839-1923), marié avec la petite-fille de Jean Gustave de Lomeron, en devient propriétaire. Il fait aménager un jardin zoologique dans le parc du château.